# 九龍公共図書館

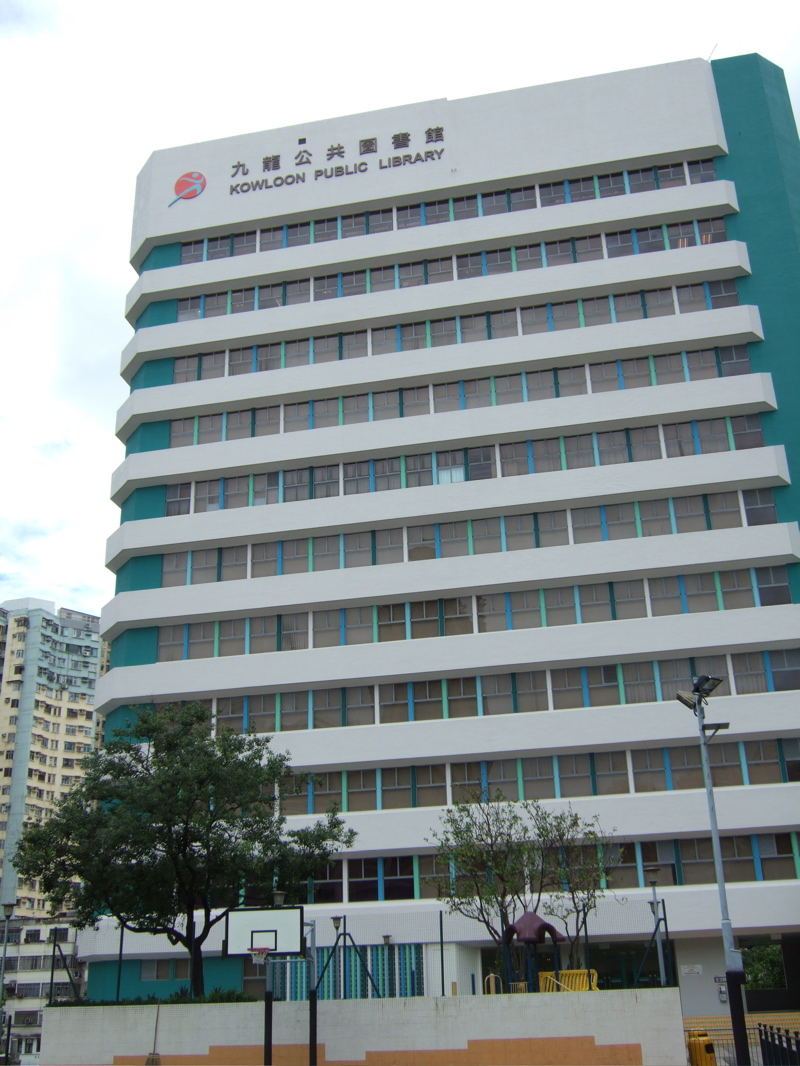
九龍公共図書館

九龍公共図書館（カオルーンこうきょうとしょかん、九龍公共圖書館, Kowloon Public Library）は香港の九龍九龍城区何文田にある図書館。培正中学の向かいで培正道と窩打老道の交差する地点にある。建物は12階、康楽及文化事務署も兼ねる。旧称九龍中央図書館。大会堂公共図書館に続き香港で戦後二番目に建設された図書館である。

## 設備
- 成人図書館
- 自動図書館
- コンピューター資料センター
- 教育資源センター
- 推廣活動室
- マルチメディア図書館
- 新聞閲覧部
- 参考図書館
- 学生自習室

## 交通
- 專線小巴：5M、27M、28M
- 九巴：7B、8、18、41、45、113、170
- 新巴：113
- 城巴：170